# Paladijanizam
Paladijanizam (Paladijanski preporod) je stil u arhitekturi 18. i 19. stoljeća koji je inspiriran djelima talijanskog renesansnog arhitekta Andree Palladija (1508. – 1580.), a usmjeren protiv razuzdanosti baroknog stila. Obilježava ga oslanjanje na antičke elemente uz moderne inovacije i monumentalnost.
Mnogi arhitekti, poput Inigo Jonesa u Engleskoj, su u potrazi za renesansnim konceptima oblika pronašli da su Palladijeva djela najreprezentativnija. Njegove jednostavne i monumentalne građevine su bile snažan primjer na kojemu su gradili neoklasicistički graditeljski prototipovi. Najvjerniji učenici Andree Palladija bili su engleski arhitekti koji su njegov rad smatrali mostom između krajnosti klasicizma 16. stoljeća i neoklasicizma njihova doba.
Paladijanizam se brzo proširio, a osobito je bio omiljen kod bogatih patrona kao izraz njihova statusa i moći. Najveći zaštitnici paladijanizma bili su bogati vigovski zemljoposjednici, naročito grofovi od Burlingtona, Pembrokea i Leicestera.
Škotski arhitekt, Colen Campbell, je u djelu Vitruvius Britannicus isticao veliku važnost elegancije u arhitekturi, što se može prepoznati na vili Burlington u Picadillyju iz 1715. god. Njegov dvorac Mereworth u Kentu (1722. – 1725.) ima središnju zgradu inspiriranu Palladijevom Villom Rotondom (kasnije Villa Capra) u Vicenzi.
Colen Campbell je 1726. god. na istim načelima započeo i Chiswick House za lorda Burlingtona, ali ju je dovršio William Kent koji je dodao i vičentinski vrt prema opisnim odlomcima Thompsonove poezije i slikama Salvatorea Rose i Claudea.
William Kent i lord Burlington su 1721. napravili vilu Haughton u Norfolku za premijera Walpolea, a za njegova susjeda, Thomasa Cokea, 1734. god. započeli su mnogo ambiciozniji pothvat - Holkham Hall, golemi paladijanski dvorac koji je zamišljen kao izložbeni prostor za vlasnikovu zbirku klasičnih starina, te je imao gotovo odbojan eksterijer, ali kićen interijer s ogromnim unutarnjim predvorjem.
John Wood je pretvorio Bath (započet 1728.) u grad polukružnih i kvadratičnih trgova, te ravnih i zavojitih ulica smještenih u šumovitoj dolini. Njegov sin, John Wood Mlađi, je nastavio očev rad i 1767. god. sagradio je u Bathu trideset kuća Royal Crescenta („Kraljevskog polumjeseca”) s neprekinutim zavojitim pročeljem s jonskim stupovima, inspiriran Kolosejom.
Sir Edward Lovett Pearce je prenio paladijanizam u Irsku gdje je sagradio Castletown (1722.) i započeo poplavu gradnje ladanjskih kuća. Paladijanizam je najbolje predstavljen dostojanstvenim javnim zgradama u istočnom dijelu Dublina (Parlament, Trinity College, Leinster House, itd.).
No, smrću Colena Campbella 1729. god., paladijanizam se našao u opadanju, a potiskivali su ga tradicionalist sir William Chambers i inovacije Roberta Adama. Ponovno se obnovio u radu Thomasa Jeffersona u SAD-u gdje se naziva i kolonijalnim stilom. Na svojoj privatnoj kući Monticello (1772. – 1808.) pokraj Charlottesvillea u Virginiji kombinirao je francusku udobnost i englesku jednostavnost. Svoju inspiraciju vilom Rotondom i rimskim Panteonom pokazao je i na pročelju Virginijskog sveučilišta (1823. – 1826.).
Kolonijalni stil je, uz mnoge varijacije, preuzet na plantažnim kućama američkog juga. Mnoge od tih kuća su na pročelju imale lođe i dvostruke nizove stupova poput Paladijeve Ville Coronaro u Padovi (1551. – 1553.).
Kolonijalni stil se u Europi smatrao potpuno nemodernim i primjerom zaostajanja za vremenom.
- William Kent i lord Burlington, Holkham Hall, Norfolk, UK (1734.)
- John Wood Mlađi, Royal Crescent, Bath, Somerset (1767.)
- Sir Edward Lovett Pearce, Castletown, Celbridge, Irska (1722.)
- Thomas Jefferson, Monticello, Charlottesville, Virginia, SAD (1772.)
- Thomas Jefferson, Kupola Virginijskog sveučilišta, SAD (1826.)

## Vanjske poveznice
- Internacionalni centar za proučavanje arhitekture Andree Palaldija (engl.) (tal.)
- Paladijanizam u Engleskoj (engl.)